# Ja szosla sz uma
A Ja szosla sz uma (cirill betűkkel: „Я сошла с ума”; angolul: „I've Lost My Mind”; magyarul: „Megőrültem”) a t.A.T.u. egyik dala amelyet az első zenei CD-jükön, a 200 po vsztrecsnoj-on található.
A dal szintén megtalálható az angol albumon a 200 km/h in the Wrong Lane-ben, csak elírt címmel, „Ya soshla s uma” helyett „Ya shosla s uma”-nak írták.
A dal angol verziója az All the Things She Said, amellyel megnyerték az MTV Video Music Awardsöt az International Viewer Choice-ban 2001-ben.

## Videóklip
A felvételt Ivan Sapovalov irányította. Juliát és Lenát látjuk, ahogy katolikus iskolai egyenruhában énekelnek és csókolóznak az esőben egy lánckerítés mögött, amelynek másik oldaláról a hatalmas tömeg lenézően figyeli őket. Úgy tűnik, mintha kirekesztenék kettejüket a világból. A videó ironikusan ér véget: amikor a lányok kimennek az épületből, az ég kitisztul, miközben felfedik, hogy valójában ez a tömeg az igazi fogoly.
A videó sokakban megdöbbenést keltett leszbikus témája miatt. Mindazonáltal 2000-ben az MTV Russián a klip első helyezést ért el a ranglistán.

## Remix változatok
1. Ya Soshla S Uma (Album Version) (3:31)
2. Ya Soshla S Uma (DJ Ram Remix) (4:05)
3. Ya Soshla S Uma (Galoyan Slow Remix) (4:33)
4. Ya Soshla S Uma (DJ Ram BreakBeat Remix) (3:40)
5. Ya Soshla S Uma (HarDrum Remix) (4:01)

- Ya Soshla S Uma (Music Video)
- Ya Soshla S Uma (Music Video Remix)

## Helyezések
| Ország      | Helyezés | Minősítés | Eladás  |
| ----------- | -------- | --------- | ------- |
| Oroszország | 1        | -         | 200.000 |

### Értékelések
| Ország               | Helyezés |
| -------------------- | -------- |
| Polish Airplay Chart | 1        |
| Oroszország          | 1        |
| Csehország Top 50    | 18       |
| Litvánia Top 30      | 8        |